# 청해토성
청해토성(靑海土城)은 조선민주주의인민공화국의 문화재이다. 발해의 성으로, 함경남도 북청군에 위치해 있다. 신창토성, 북청토성, 하호토성이라고도 부른다.